# Phương Nam (xã)
Phương Nam là một xã thuộc thành phố Hưng Yên, tỉnh Hưng Yên, Việt Nam.

## Địa lý
Xã Phương Nam có diện tích 6,16 km², dân số năm 2022 là 11.227 người, mật độ dân số đạt 1.822 người/km².

## Lịch sử
Ngày 24 tháng 10 năm 2024, Ủy ban Thường vụ Quốc hội ban hành Nghị quyết số 1248/NQ-UBTVQH15 về việc sắp xếp đơn vị hành chính cấp xã của tỉnh Hưng Yên giai đoạn 2023 – 2025 (nghị quyết có hiệu lực từ ngày 1 tháng 12 năm 2024). Theo đó, thành lập xã Phương Nam thuộc thành phố Hưng Yên trên cơ sở toàn bộ 2,49 km² diện tích tự nhiên, quy mô dân số là 6.286 người của xã Phương Chiểu sau khi điều chỉnh và toàn bộ 3,67 km² diện tích tự nhiên, quy mô dân số là 4.941 người của xã Hồng Nam.
Xã Phương Nam có 6,16 km² diện tích tự nhiên và quy mô dân số là 11.227 người.